# Elodea potamogeton
Elodea potamogeton är en dybladsväxtart som först beskrevs av Carlo Luigi Giuseppe Bertero, och fick sitt nu gällande namn av Marcial Ramón Espinosa Bustos. Elodea potamogeton ingår i släktet vattenpester, och familjen dybladsväxter. Inga underarter finns listade.